# Komici
Komici (orig. Funny People) je americký film z roku 2009 režírovaný, produkovaný a napsaný Juddem Apatowem. V hlavních rolích se ve filmu objevují Adam Sandler, Seth Rogen a Leslie Mann.

## Děj
George Simmons je bohatý ale osamělý čtyřicátník, komik a filmová hvězda. Jednoho dne je mu diagnostikována vzácná a smrtelná forma rakoviny. S vědomím, že brzy zemře, se rozhodne vrátit ke svým kořenům a stát se znovu stand-up komikem.
Ira Wright je začínající stand-up komik, který touží po tom opustit svou současnou práci. George a Ira se náhodou seznámí v zábavním klubu, což vede k tomu, že George Iru najme jako autora vtipů a asistenta. Jejich vztah se prohloubí, když Ira začne fungovat jako Georgův na půl nejlepší kamarád a na půl sluha během jejich cest po vystoupeních. Ira bydlí v Georgově domě.
George kontaktuje svou bývalou snoubenku Lauru, aby se jí omluvil za to, že ji podváděl, když byli spolu. Laura Georgovi řekne, že její manžel Clarke ji podvádí, chce, aby George odešel, ale vše skončí usmířením.
George se dozví, že rakovina ustoupila a je nucen si nyní naplánovat život. George a Ira navštíví Lauru v jejím velkém domě v Marin County, kde se i přes přítomnost Iry a Lauřiných dětí vyvine mezi Georgem a Laurou románek. Clarke se ale vrátí domů a dozví se o Georgovi a Lauře. Clarke s Georgem prát, do rvačky se zapojí i Ira. Laura se rozhodne zůstat s Clarkem a rodinou a odmítne George. Ten se pak naštve na Iru a vyhodí ho.
Ira se vrátí do své staré práce a k normálnímu životu. George ho jednou nečekaně navštíví a nabídne mu rady k jeho komickým výstupům, což naznačuje, že jejich přátelství vstoupilo do nové etapy.

## Obsazení
| Adam Sandler      | George Simmons      |
| Seth Rogen        | Ira Wright          |
| Leslie Mann       | Laura               |
| Jonah Hill        | Leo Koenig          |
| Jason Schwartzman | Mark Taylor Jackson |
| Eric Bana         | Clarke              |
| Aubrey Plaza      | Daisy Danbyová      |
| RZA               | Chuck               |
| Maude Apatow      | Mable               |
| Iris Apatow       | Ingrid              |
| Aziz Ansari       | Randy               |
| Torsten Voges     | Dr. Lars            |
| Allan Wasserman   | Dr. Stevens         |

V cameo rolích Georgeových kolegů komiků se objevili Dave Attell, Sarah Silvermanová, Norm MacDonald, Paul Reiser, Tom Anderson, Charles Fleischer, George Wallace a Andy Dick. V malých rolích se rovněž ve filmu objevili rapper Eminem, komik Ray Romano nebo muzikant James Taylor. Na plakátech fiktivního filmu, ve kterém hrála postava George, jsou zobrazeni Owen Wilson a Elizabeth Banks.

## Výroba

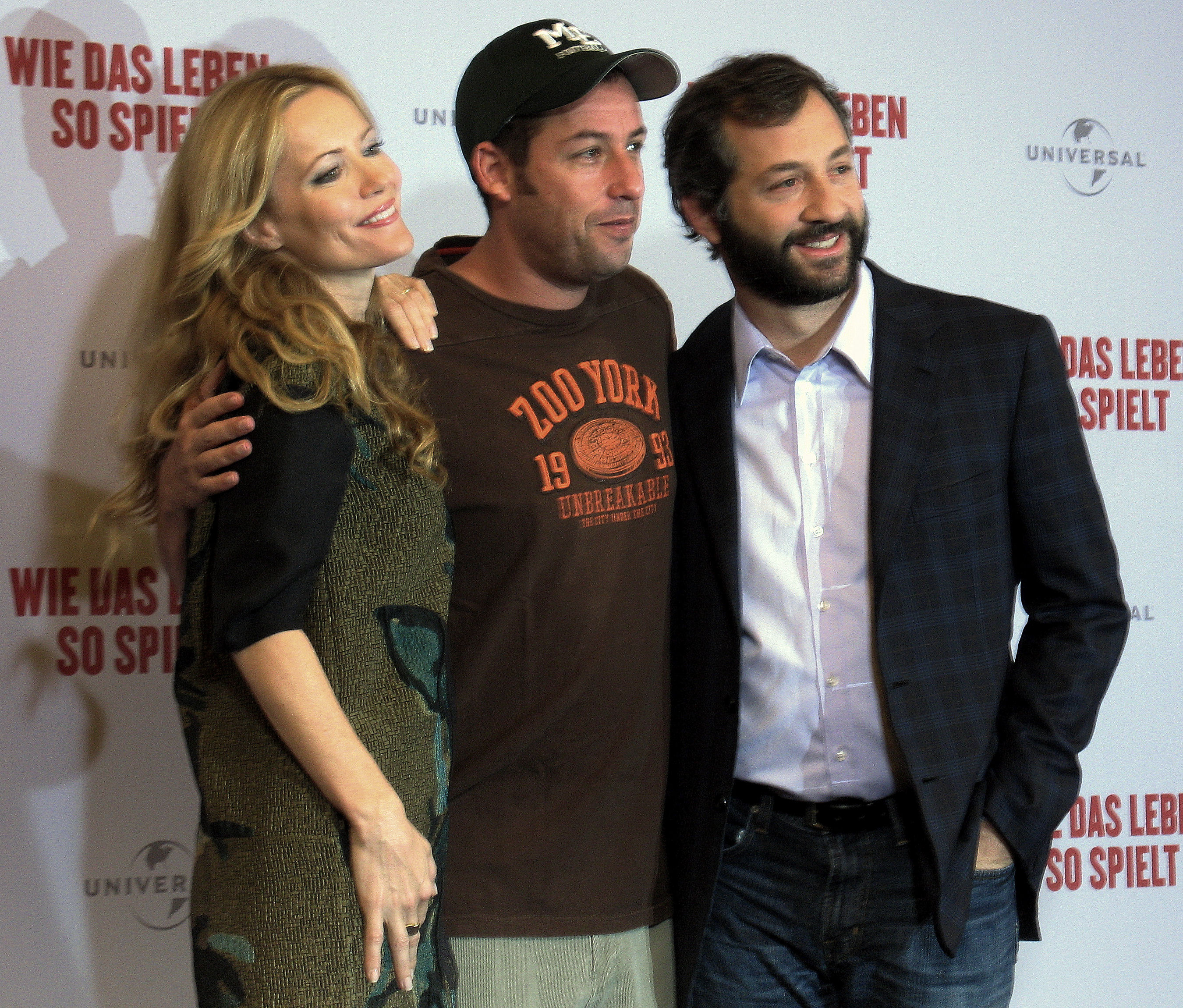
Leslie Mann, Adam Sandler a Judd Apatow v Berlíně v roce 2009.

Judd Apatow vyjádřil přání natočit film o rádci stand-up komika založený na svých vlastních zkušenostech z počátku kariéry. Nakonec začal přemýšlet o filmu o komikovi, který čelí životní krizi a rozhodl se hlavní roli svěřit svému bývalém spolubydlícímu Adamu Sandlerovi. Společně o filmu diskutovali asi dva roky, než vůbec začala jeho výroba.
V březnu 2008 Apatow obsadil do třech hlavních rolí Adama Sandlera, Setha Rogena a Leslie Mann. V červnu byl pak oznámen název filmu a jména tří dalších herců – Erica Bany, Jonaha Hilla a Jasona Schwartzmana. Bana řekl, že ze své postavy udělal Australana, takže mohl při hraní více improvizovat.
Kameramanem se stal držitel Oscara Janusz Kamiński.

## Ohlas
Komici sklidili u kritiky smíšené až pozitivní reakce. Server Rotten Tomatoes dává filmu na základě 218 recenzí 67%. Na Metacritic má film skóre 60 ze 100 na základě 35 recenzí. Uživatelé ČSFD hodnotí snímek průměrně 63%.
Během prvního víkendu po uvedení ve Spojených státech Komici utržili 23,44 milionů dolarů. Celkové světové tržby filmu činily 71 milionů dolarů, což je méně, než byl rozpočet filmu (75 milionů dolarů). Pro srovnání, předcházející Apatowův film Zbouchnutá měl rozpočet 33 milionů a utržil 219 milionů dolarů a všechny předcházející Sandlerovy filmy všechny utržily více než 100 milionů dolarů.